# Obowiązek naprawienia szkody
Obowiązek naprawienia szkody – środek kompensacyjny polegający na zobowiązaniu sprawcy do wynagrodzenia w całości lub w części wyrządzonej pokrzywdzonemu umyślnym lub nieumyślnym przestępstwem szkody.
Sąd obligatoryjnie orzeka obowiązek naprawienia szkody lub zadośćuczynienia za doznaną krzywdę, jeżeli wniosek taki zostanie zgłoszony przez pokrzywdzonego lub inną osobę uprawnioną, natomiast fakultatywnie jeżeli taki wniosek nie zostanie zgłoszony.
Zamiast ww. obowiązku sąd może orzec nawiązkę na rzecz pokrzywdzonego.
Nie stosuje się przepisów prawa cywilnego o przedawnieniu roszczenia i możliwości zasądzenia renty.
Obowiązek naprawienia szkody staje się natychmiast wymagalny z chwilą uprawomocnienia się wyroku. Orzeczenie takie stanowi tytuł egzekucyjny i jest podstawą wykonania środka karnego przez komornika.
Obowiązek naprawienia szkody może być również nałożony tytułem środka probacyjnego. Wówczas sąd upoważniony jest do określenia sposobu jego wykonania, w szczególności wskazania terminu.